# Dragon de terre
| Éléments du cycle sexagésimal 干支 | Éléments du cycle sexagésimal 干支 | Éléments du cycle sexagésimal 干支 | Éléments du cycle sexagésimal 干支 | Éléments du cycle sexagésimal 干支 | Éléments du cycle sexagésimal 干支 | Éléments du cycle sexagésimal 干支 | Éléments du cycle sexagésimal 干支 | Éléments du cycle sexagésimal 干支 | Éléments du cycle sexagésimal 干支 | Éléments du cycle sexagésimal 干支 | Éléments du cycle sexagésimal 干支 |
| ---------------------------------- | ---------------------------------- | ---------------------------------- | ---------------------------------- | ---------------------------------- | ---------------------------------- | ---------------------------------- | ---------------------------------- | ---------------------------------- | ---------------------------------- | ---------------------------------- | ---------------------------------- |
| 01 Rat bois                        | 02 Buffle bois                     | 03 Tigre feu                       | 04 Lièvre feu                      | 05 Dragon terre                    | 06 Serpent terre                   | 07 Cheval métal                    | 08 Chèvre métal                    | 09 Singe eau                       | 10 Coq eau                         | 11 Chien bois                      | 12 Cochon bois                     |
| 13 Rat feu                         | 14 Buffle feu                      | 15 Tigre terre                     | 16 Lièvre terre                    | 17 Dragon métal                    | 18 Serpent métal                   | 19 Cheval eau                      | 20 Chèvre eau                      | 21 Singe bois                      | 22 Coq bois                        | 23 Chien feu                       | 24 Cochon feu                      |
| 25 Rat terre                       | 26 Buffle terre                    | 27 Tigre métal                     | 28 Lièvre métal                    | 29 Dragon eau                      | 30 Serpent eau                     | 31 Cheval bois                     | 32 Chèvre bois                     | 33 Singe feu                       | 34 Coq feu                         | 35 Chien terre                     | 36 Cochon terre                    |
| 37 Rat métal                       | 38 Buffle métal                    | 39 Tigre eau                       | 40 Lièvre eau                      | 41 Dragon bois                     | 42 Serpent bois                    | 43 Cheval feu                      | 44 Chèvre feu                      | 45 Singe terre                     | 46 Coq terre                       | 47 Chien métal                     | 48 Cochon métal                    |
| 49 Rat eau                         | 50 Buffle eau                      | 51 Tigre bois                      | 52 Lièvre bois                     | 53 Dragon feu                      | 54 Serpent feu                     | 55 Cheval terre                    | 56 Chèvre terre                    | 57 Singe métal                     | 58 Coq métal                       | 59 Chien eau                       | 60 Cochon eau                      |

Le dragon de terre est le cinquième élément du cycle sexagésimal chinois. Il est appelé wuchen ou wou-tch’en en chinois (chinois traditionnel et simplifié : 戊辰 ; pinyin : wùchén), mujin en coréen, boshin en japonais et mậu thìn en vietnamien. Il est précédé par le lièvre de feu et suivi par le serpent de terre.
À la tige céleste wu est associé le yáng et l'élément terre, et à la branche terrestre chen, le yáng, l'élément terre, et le signe du dragon.

## Années du dragon de terre
La transition vers le calendrier grégorien se fait en multipliant par soixante et en ajoutant huit. Sont ainsi appelées année du dragon de terre les années :

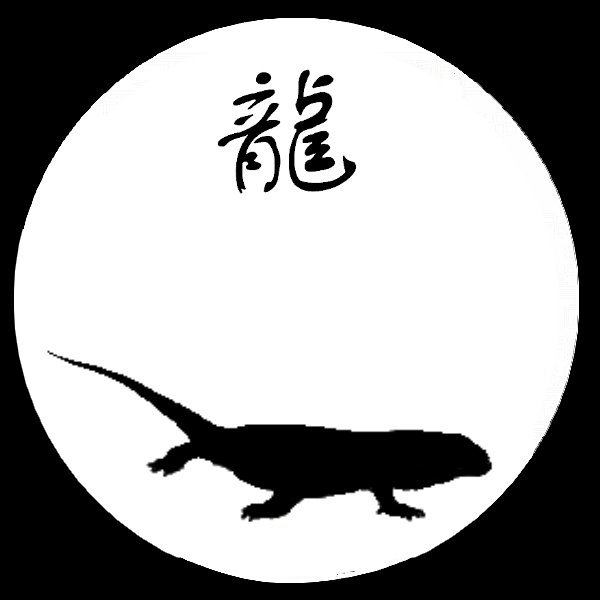
Signe astrologique chinois'Le DRAGON

| Ier millénaire                                                                                     | IIe millénaire | IIIe millénaire                                                                                                 |
| -------------------------------------------------------------------------------------------------- | --- | --- |
| - 8 - 68 - 128 - 188 - 248 - 308 - 368 - 428 - 488 - 548 - 608 - 668 - 728 - 788 - 848 - 908 - 968 | - 1028 - 1088 - 1148 - 1208 - 1268 - 1328 - 1388 - 1448 - 1508 - 1568 - 1628 - 1688 - 1748 - 1808 - 1868 - 1928 - 1988 | - 2048 - 2108 - 2168 - 2228 - 2288 - 2348 - 2408 - 2468 - 2528 - 2588 - 2648 - 2708 - 2768 - 2828 - 2888 - 2948 |

## Mois du dragon de terre
Les mois du dragon de terre commencent le jour du qingming (« clarté pure » vers le 5 avril) et se termine le jour précédant le lixia (« établissement de l'été », entre le 5 et 7 mai, marquant le début de l'été en Chine) des années aux tiges célestes jia et ji, soit tous les cinq ans. Sont par exemple « mois du dragon de terre » :
- du 4 avril 2004 au 4 mai 2004
- du 4 avril 2009 au 4 mai 2009
- etc.

## Jour du dragon de terre
Les tableaux suivants établissent la correspondance entre les calendriers occidentaux et les jours du dragon de terre. Par exemple, en 2001 furent jour du dragon de terre le 5 janvier, 6 mars, 5 mai, 4 juillet, 2 septembre, 1er novembre et 31 décembre.

### Conversion années normales
Les jours suivants sont des jours du Dragon de terre :
| Jour du Dragon de terre                                                     | Année du calendrier julien                                                                                        | Année du calendrier grégorien                              |
| --------------------------------------------------------------------------- | --- | ---------------------------------------------------------- |
| 1er janvier, 2 mars, 1er mai, 30 juin, 29 août, 28 octobre, 27 décembre     | 45, 125, 205, 285, 365, 445, 525, 605, 685, 765, 845, 925, 1005, 1085, 1165, 1245, 1325, 1405, 1485, 1565...      | 1647, 1750, 1853, 1979, 2059                               |
| 2 janvier, 3 mars, 2 mai, 1er juillet, 30 août, 29 octobre, 28 décembre     | 22, 102, 182, 262, 342, 422, 502, 582, 662, 742, 822, 902, 982, 1062, 1142, 1222, 1302, 1382, 1462, 1542, 1622... | 1601, 1681, 1727, 1830, 1933, 2013, 2093                   |
| 3 janvier, 4 mars, 3 mai, 2 juillet, 31 août, 30 octobre, 29 décembre       | 79, 159, 239, 319, 399, 479, 559, 639, 719, 799, 879, 959, 1039, 1119, 1199, 1279, 1359, 1439, 1519, 1599...      | 1658, 1761, 1807, 1887, 1910, 1990, 2070                   |
| 4 janvier, 5 mars, 4 mai, 3 juillet, 1er septembre, 31 octobre, 30 décembre | 33, 113, 193, 273, 353, 433, 513, 593, 673, 753, 833, 913, 993, 1073, 1153, 1233, 1313, 1393, 1473, 1553...       | 1635, 1738, 1841, 1967, 2047                               |
| 5 janvier, 6 mars, 5 mai, 4 juillet, 2 septembre, 1er novembre, 31 décembre | 10, 90, 170, 250, 330, 410, 490, 570, 650, 730, 810, 890, 970, 1050, 1130, 1210, 1290, 1370, 1450, 1530, 1610...  | 1589, 1669, 1715, 1795, 1818, 1898, 1921, 2001, 2081       |
| 6 janvier, 7 mars, 6 mai, 5 juillet, 3 septembre, 2 novembre                | 67, 147, 227, 307, 387, 467, 547, 627, 707, 787, 867, 947, 1027, 1107, 1187, 1267, 1347, 1427, 1507, 1587...      | 1646, 1749, 1875, 1978, 2058                               |
| 7 janvier, 8 mars, 7 mai, 6 juillet, 4 septembre, 3 novembre                | 21, 101, 181, 261, 341, 421, 501, 581, 661, 741, 821, 901, 981, 1061, 1141, 1221, 1301, 1381, 1461, 1541, 1621... | 1623, 1726, 1829, 1955, 2035                               |
| 8 janvier, 9 mars, 8 mai, 7 juillet, 5 septembre, 4 novembre                | 78, 158, 238, 318, 398, 478, 558, 638, 718, 798, 878, 958, 1038, 1118, 1198, 1278, 1358, 1438, 1518, 1598...      | 1657, 1703, 1783, 1806, 1886, 1909, 1989, 2069             |
| 9 janvier, 10 mars, 9 mai, 8 juillet, 6 septembre, 5 novembre               | 55, 135, 215, 295, 375, 455, 535, 615, 695, 775, 855, 935, 1015, 1095, 1175, 1255, 1335, 1415, 1495, 1575...      | 1634, 1737, 1863, 1966, 2046                               |
| 10 janvier, 11 mars, 10 mai, 9 juillet, 7 septembre, 6 novembre             | 9, 89, 169, 249, 329, 409, 489, 569, 649, 729, 809, 889, 969, 1049, 1129, 1209, 1289, 1369, 1449, 1529, 1609...   | 1611, 1691, 1714, 1794, 1817, 1897, 1943, 2023             |
| 11 janvier, 12 mars, 11 mai, 10 juillet, 8 septembre, 7 novembre            | 66, 146, 226, 306, 386, 466, 546, 626, 706, 786, 866, 946, 1026, 1106, 1186, 1266, 1346, 1426, 1506, 1586...      | 1645, 1771, 1874, 1977, 2057                               |
| 12 janvier, 13 mars, 12 mai, 11 juillet, 9 septembre, 8 novembre            | 43, 123, 203, 283, 363, 443, 523, 603, 683, 763, 843, 923, 1003, 1083, 1163, 1243, 1323, 1403, 1483, 1563...      | 1622, 1725, 1851, 1954, 2034                               |
| 13 janvier, 14 mars, 13 mai, 12 juillet, 10 septembre, 9 novembre           | 77, 157, 237, 317, 397, 477, 557, 637, 717, 797, 877, 957, 1037, 1117, 1197, 1277, 1357, 1437, 1517, 1597...      | 1599, 1679, 1702, 1782, 1805, 1885, 1931, 2011, 2091       |
| 14 janvier, 15 mars, 14 mai, 13 juillet, 11 septembre, 10 novembre          | 54, 134, 214, 294, 374, 454, 534, 614, 694, 774, 854, 934, 1014, 1094, 1174, 1254, 1334, 1414, 1494, 1574...      | 1633, 1759, 1862, 1965, 2045                               |
| 15 janvier, 16 mars, 15 mai, 14 juillet, 12 septembre, 11 novembre          | 31, 111, 191, 271, 351, 431, 511, 591, 671, 751, 831, 911, 991, 1071, 1151, 1231, 1311, 1391, 1471, 1551...       | 1610, 1690, 1713, 1793, 1839, 1942, 2022                   |
| 16 janvier, 17 mars, 16 mai, 15 juillet, 13 septembre, 12 novembre          | 65, 145, 225, 305, 385, 465, 545, 625, 705, 785, 865, 945, 1025, 1105, 1185, 1265, 1345, 1425, 1505, 1585...      | 1587, 1667, 1770, 1873, 1919, 1999, 2079                   |
| 17 janvier, 18 mars, 17 mai, 16 juillet, 14 septembre, 13 novembre          | 42, 122, 202, 282, 362, 442, 522, 602, 682, 762, 842, 922, 1002, 1082, 1162, 1242, 1322, 1402, 1482, 1562...      | 1621, 1747, 1850, 1953, 2033                               |
| 18 janvier, 19 mars, 18 mai, 17 juillet, 15 septembre, 14 novembre          | 19, 99, 179, 259, 339, 419, 499, 579, 659, 739, 819, 899, 979, 1059, 1139, 1219, 1299, 1379, 1459, 1539, 1619...  | 1598, 1678, 1701, 1781, 1827, 1930, 2010, 2090             |
| 19 janvier, 20 mars, 19 mai, 18 juillet, 16 septembre, 15 novembre          | 53, 133, 213, 293, 373, 453, 533, 613, 693, 773, 853, 933, 1013, 1093, 1173, 1253, 1333, 1413, 1493, 1573...      | 1655, 1758, 1861, 1907, 1987, 2067                         |
| 20 janvier, 21 mars, 20 mai, 19 juillet, 17 septembre, 16 novembre          | 30, 110, 190, 270, 350, 430, 510, 590, 670, 750, 830, 910, 990, 1070, 1150, 1230, 1310, 1390, 1470, 1550...       | 1609, 1689, 1735, 1838, 1941, 2021                         |
| 21 janvier, 22 mars, 21 mai, 20 juillet, 18 septembre, 17 novembre          | 7, 87, 167, 247, 327, 407, 487, 567, 647, 727, 807, 887, 967, 1047, 1127, 1207, 1287, 1367, 1447, 1527, 1607...   | 1586, 1666, 1769, 1815, 1895, 1918, 1998, 2078             |
| 22 janvier, 23 mars, 22 mai, 21 juillet, 19 septembre, 18 novembre          | 41, 121, 201, 281, 361, 441, 521, 601, 681, 761, 841, 921, 1001, 1081, 1161, 1241, 1321, 1401, 1481, 1561...      | 1643, 1746, 1849, 1975, 2055                               |
| 23 janvier, 24 mars, 23 mai, 22 juillet, 20 septembre, 19 novembre          | 18, 98, 178, 258, 338, 418, 498, 578, 658, 738, 818, 898, 978, 1058, 1138, 1218, 1298, 1378, 1458, 1538, 1618...  | 1597, 1677, 1700, 1723, 1826, 1929, 2009, 2089             |
| 24 janvier, 25 mars, 24 mai, 23 juillet, 21 septembre, 20 novembre          | 75, 155, 235, 315, 395, 475, 555, 635, 715, 795, 875, 955, 1035, 1115, 1195, 1275, 1355, 1435, 1515, 1595...      | 1654, 1757, 1803, 1883, 1906, 1986, 2066                   |
| 25 janvier, 26 mars, 25 mai, 24 juillet, 22 septembre, 21 novembre          | 29, 109, 189, 269, 349, 429, 509, 589, 669, 749, 829, 909, 989, 1069, 1149, 1229, 1309, 1389, 1469, 1549...       | 1631, 1734, 1837, 1963, 2043                               |
| 26 janvier, 27 mars, 26 mai, 25 juillet, 23 septembre, 22 novembre          | 6, 86, 166, 246, 326, 406, 486, 566, 646, 726, 806, 886, 966, 1046, 1126, 1206, 1286, 1366, 1446, 1526, 1606...   | 1585, 1665, 1711, 1791, 1814, 1894, 1917, 1997, 2077, 2100 |
| 27 janvier, 28 mars, 27 mai, 26 juillet, 24 septembre, 23 novembre          | 63, 143, 223, 303, 383, 463, 543, 623, 703, 783, 863, 943, 1023, 1103, 1183, 1263, 1343, 1423, 1503, 1583...      | 1642, 1745, 1871, 1974, 2054                               |
| 28 janvier, 29 mars, 28 mai, 27 juillet, 25 septembre, 24 novembre          | 17, 97, 177, 257, 337, 417, 497, 577, 657, 737, 817, 897, 977, 1057, 1137, 1217, 1297, 1377, 1457, 1537, 1617...  | 1619, 1699, 1722, 1825, 1951, 2031                         |
| 29 janvier, 30 mars, 29 mai, 28 juillet, 26 septembre, 25 novembre          | 74, 154, 234, 314, 394, 474, 554, 634, 714, 794, 874, 954, 1034, 1114, 1194, 1274, 1354, 1434, 1514, 1594...      | 1653, 1779, 1802, 1882, 1905, 1985, 2065                   |
| 30 janvier, 31 mars, 30 mai, 29 juillet, 27 septembre, 26 novembre          | 51, 131, 211, 291, 371, 451, 531, 611, 691, 771, 851, 931, 1011, 1091, 1171, 1251, 1331, 1411, 1491, 1571...      | 1630, 1733, 1859, 1962, 2042                               |
| 31 janvier, 1er avril, 31 mai, 30 juillet, 28 septembre, 27 novembre        | 5, 85, 165, 245, 325, 405, 485, 565, 645, 725, 805, 885, 965, 1045, 1125, 1205, 1285, 1365, 1445, 1525, 1605...   | 1607, 1687, 1710, 1790, 1813, 1893, 1939, 2019, 2099       |
| 1er février, 2 avril, 1er juin, 31 juillet, 29 septembre, 28 novembre       | 62, 142, 222, 302, 382, 462, 542, 622, 702, 782, 862, 942, 1022, 1102, 1182, 1262, 1342, 1422, 1502, 1582...      | 1641, 1767, 1870, 1973, 2053                               |
| 2 février, 3 avril, 2 juin, 1er août, 30 septembre, 29 novembre             | 39, 119, 199, 279, 359, 439, 519, 599, 679, 759, 839, 919, 999, 1079, 1159, 1239, 1319, 1399, 1479, 1559...       | 1618, 1698, 1721, 1847, 1950, 2030                         |
| 3 février, 4 avril, 3 juin, 2 août, 1er octobre, 30 novembre                | 73, 153, 233, 313, 393, 473, 553, 633, 713, 793, 873, 953, 1033, 1113, 1193, 1273, 1353, 1433, 1513, 1593...      | 1595, 1675, 1778, 1801, 1881, 1927, 2007, 2087             |
| 4 février, 5 avril, 4 juin, 3 août, 2 octobre, 1er décembre                 | 50, 130, 210, 290, 370, 450, 530, 610, 690, 770, 850, 930, 1010, 1090, 1170, 1250, 1330, 1410, 1490, 1570...      | 1629, 1755, 1858, 1961, 2041                               |
| 5 février, 6 avril, 5 juin, 4 août, 3 octobre, 2 décembre                   | 4, 27, 107, 187, 267, 347, 427, 507, 587, 667, 747, 827, 907, 987, 1067, 1147, 1227, 1307, 1387, 1467, 1547...    | 1606, 1686, 1709, 1789, 1835, 1938, 2018, 2098             |
| 6 février, 7 avril, 6 juin, 5 août, 4 octobre, 3 décembre                   | 61, 141, 221, 301, 381, 461, 541, 621, 701, 781, 861, 941, 1021, 1101, 1181, 1261, 1341, 1421, 1501, 1581...      | 1583, 1663, 1766, 1869, 1915, 1995, 2075                   |
| 7 février, 8 avril, 7 juin, 6 août, 5 octobre, 4 décembre                   | 38, 118, 198, 278, 358, 438, 518, 598, 678, 758, 838, 918, 998, 1078, 1158, 1238, 1318, 1398, 1478, 1558...       | 1617, 1697, 1743, 1846, 1949, 2029                         |
| 8 février, 9 avril, 8 juin, 7 août, 6 octobre, 5 décembre                   | 15, 95, 175, 255, 335, 415, 495, 575, 655, 735, 815, 895, 975, 1055, 1135, 1215, 1295, 1375, 1455, 1535, 1615...  | 1594, 1674, 1777, 1800, 1823, 1926, 2006, 2086             |
| 9 février, 10 avril, 9 juin, 8 août, 7 octobre, 6 décembre                  | 49, 129, 209, 289, 369, 449, 529, 609, 689, 769, 849, 929, 1009, 1089, 1169, 1249, 1329, 1409, 1489, 1569...      | 1651, 1754, 1857, 1903, 1983, 2063                         |
| 10 février, 11 avril, 10 juin, 9 août, 8 octobre, 7 décembre                | 3, 26, 106, 186, 266, 346, 426, 506, 586, 666, 746, 826, 906, 986, 1066, 1146, 1226, 1306, 1386, 1466, 1546...    | 1605, 1685, 1731, 1834, 1937, 2017, 2097                   |
| 11 février, 12 avril, 11 juin, 10 août, 9 octobre, 8 décembre               | 83, 163, 243, 323, 403, 483, 563, 643, 723, 803, 883, 963, 1043, 1123, 1203, 1283, 1363, 1443, 1523, 1603...      | 1582, 1662, 1765, 1811, 1891, 1914, 1994, 2074             |
| 12 février, 13 avril, 12 juin, 11 août, 10 octobre, 9 décembre              | 37, 117, 197, 277, 357, 437, 517, 597, 677, 757, 837, 917, 997, 1077, 1157, 1237, 1317, 1397, 1477, 1557...       | 1639, 1742, 1845, 1971, 2051                               |
| 13 février, 14 avril, 13 juin, 12 août, 11 octobre, 10 décembre             | 14, 94, 174, 254, 334, 414, 494, 574, 654, 734, 814, 894, 974, 1054, 1134, 1214, 1294, 1374, 1454, 1534, 1614...  | 1593, 1673, 1719, 1799, 1822, 1925, 2005, 2085             |
| 14 février, 15 avril, 14 juin, 13 août, 12 octobre, 11 décembre             | 71, 151, 231, 311, 391, 471, 551, 631, 711, 791, 871, 951, 1031, 1111, 1191, 1271, 1351, 1431, 1511, 1591...      | 1650, 1753, 1879, 1902, 1982, 2062                         |
| 15 février, 16 avril, 15 juin, 14 août, 13 octobre, 12 décembre             | 2, 25, 105, 185, 265, 345, 425, 505, 585, 665, 745, 825, 905, 985, 1065, 1145, 1225, 1305, 1385, 1465, 1545...    | 1627, 1730, 1833, 1959, 2039                               |
| 16 février, 17 avril, 16 juin, 15 août, 14 octobre, 13 décembre             | 82, 162, 242, 322, 402, 482, 562, 642, 722, 802, 882, 962, 1042, 1122, 1202, 1282, 1362, 1442, 1522, 1602...      | 1661, 1707, 1787, 1810, 1890, 1913, 1993, 2073             |
| 17 février, 18 avril, 17 juin, 16 août, 15 octobre, 14 décembre             | 59, 139, 219, 299, 379, 459, 539, 619, 699, 779, 859, 939, 1019, 1099, 1179, 1259, 1339, 1419, 1499, 1579...      | 1638, 1741, 1867, 1970, 2050                               |
| 18 février, 19 avril, 18 juin, 17 août, 16 octobre, 15 décembre             | 13, 93, 173, 253, 333, 413, 493, 573, 653, 733, 813, 893, 973, 1053, 1133, 1213, 1293, 1373, 1453, 1533, 1613...  | 1615, 1695, 1718, 1798, 1821, 1947, 2027                   |
| 19 février, 20 avril, 19 juin, 18 août, 17 octobre, 16 décembre             | 70, 150, 230, 310, 390, 470, 550, 630, 710, 790, 870, 950, 1030, 1110, 1190, 1270, 1350, 1430, 1510, 1590...      | 1649, 1775, 1878, 1901, 1981, 2061                         |
| 20 février, 21 avril, 20 juin, 19 août, 18 octobre, 17 décembre             | 1, 47, 127, 207, 287, 367, 447, 527, 607, 687, 767, 847, 927, 1007, 1087, 1167, 1247, 1327, 1407, 1487, 1567...   | 1626, 1729, 1855, 1958, 2038                               |
| 21 février, 22 avril, 21 juin, 20 août, 19 octobre, 18 décembre             | 81, 161, 241, 321, 401, 481, 561, 641, 721, 801, 881, 961, 1041, 1121, 1201, 1281, 1361, 1441, 1521, 1601...      | 1603, 1683, 1706, 1786, 1809, 1889, 1935, 2015, 2095       |
| 22 février, 23 avril, 22 juin, 21 août, 20 octobre, 19 décembre             | 58, 138, 218, 298, 378, 458, 538, 618, 698, 778, 858, 938, 1018, 1098, 1178, 1258, 1338, 1418, 1498, 1578...      | 1637, 1763, 1866, 1969, 2049                               |
| 23 février, 24 avril, 23 juin, 22 août, 21 octobre, 20 décembre             | 35, 115, 195, 275, 355, 435, 515, 595, 675, 755, 835, 915, 995, 1075, 1155, 1235, 1315, 1395, 1475, 1555...       | 1614, 1694, 1717, 1797, 1843, 1946, 2026                   |
| 24 février, 25 avril, 24 juin, 23 août, 22 octobre, 21 décembre             | 69, 149, 229, 309, 389, 469, 549, 629, 709, 789, 869, 949, 1029, 1109, 1189, 1269, 1349, 1429, 1509, 1589...      | 1591, 1671, 1774, 1877, 1900, 1923, 2003, 2083             |
| 25 février, 26 avril, 25 juin, 24 août, 23 octobre, 22 décembre             | 46, 126, 206, 286, 366, 446, 526, 606, 686, 766, 846, 926, 1006, 1086, 1166, 1246, 1326, 1406, 1486, 1566...      | 1625, 1751, 1854, 1957, 2037                               |
| 26 février, 27 avril, 26 juin, 25 août, 24 octobre, 23 décembre             | 23, 103, 183, 263, 343, 423, 503, 583, 663, 743, 823, 903, 983, 1063, 1143, 1223, 1303, 1383, 1463, 1543, 1623... | 1602, 1682, 1705, 1785, 1831, 1934, 2014, 2094             |
| 27 février, 28 avril, 27 juin, 26 août, 25 octobre, 24 décembre             | 57, 137, 217, 297, 377, 457, 537, 617, 697, 777, 857, 937, 1017, 1097, 1177, 1257, 1337, 1417, 1497, 1577...      | 1659, 1762, 1865, 1911, 1991, 2071                         |
| 28 février 29 avril, 28 juin, 27 août, 26 octobre, 25 décembre              | 34, 114, 194, 274, 354, 434, 514, 594, 674, 754, 834, 914, 994, 1074, 1154, 1234, 1314, 1394, 1474, 1554...       | 1613, 1693, 1739, 1842, 1945, 2025                         |
| 1er mars, 30 avril, 29 juin, 28 août, 27 octobre, 26 décembre               | 11, 91, 171, 251, 331, 411, 491, 571, 651, 731, 811, 891, 971, 1051, 1131, 1211, 1291, 1371, 1451, 1531, 1611...  | 1590, 1670, 1773, 1819, 1899, 1922, 2002, 2082             |

### Conversion années bissextiles
Les jours suivants sont des jours du Dragon de terre :
| Jour du Dragon de terre                                                     | Année du calendrier julien                                                                                   | Année du calendrier grégorien |
| --------------------------------------------------------------------------- | --- | ----------------------------- |
| 1er janvier, 1er mars, 30 avril, 29 juin, 28 août, 27 octobre, 26 décembre  | 68, 148, 228, 308, 388, 468, 548, 628, 708, 788, 868, 948, 1028, 1108, 1188, 1268, 1348, 1428, 1508, 1588... | 1876                          |
| 2 janvier, 2 mars, 1er mai, 30 juin, 29 août, 28 octobre, 27 décembre       | N/A | 1624, 1956, 2036              |
| 3 janvier, 3 mars, 2 mai, 1er juillet, 30 août, 29 octobre, 28 décembre     | N/A | 1704, 1784                    |
| 4 janvier, 4 mars, 3 mai, 2 juillet, 31 août, 30 octobre, 29 décembre       | 56, 136, 216, 296, 376, 456, 536, 616, 696, 776, 856, 936, 1016, 1096, 1176, 1256, 1336, 1416, 1496, 1576... | 1864                          |
| 5 janvier, 5 mars, 4 mai, 3 juillet, 1er septembre, 31 octobre, 30 décembre | N/A | 1612, 1692, 1944, 2024        |
| 6 janvier, 6 mars, 5 mai, 4 juillet, 2 septembre, 1er novembre, 31 décembre | N/A | 1772                          |
| 7 janvier, 7 mars, 6 mai, 5 juillet, 3 septembre, 2 novembre                | 44, 124, 204, 284, 364, 444, 524, 604, 684, 764, 844, 924, 1004, 1084, 1164, 1244, 1324, 1404, 1484, 1564... | 1852                          |
| 8 janvier, 8 mars, 7 mai, 6 juillet, 4 septembre, 3 novembre                | N/A | 1600, 1680, 1932, 2012, 2092  |
| 9 janvier, 9 mars, 8 mai, 7 juillet, 5 septembre, 4 novembre                | N/A | 1760                          |
| 10 janvier, 10 mars, 9 mai, 8 juillet, 6 septembre, 5 novembre              | 32, 112, 192, 272, 352, 432, 512, 592, 672, 752, 832, 912, 992, 1072, 1152, 1232, 1312, 1392, 1472, 1552...  | 1840                          |
| 11 janvier, 11 mars, 10 mai, 9 juillet, 7 septembre, 6 novembre             | N/A | 1588, 1668, 1920, 2000, 2080  |
| 12 janvier, 12 mars, 11 mai, 10 juillet, 8 septembre, 7 novembre            | N/A | 1748                          |
| 13 janvier, 13 mars, 12 mai, 11 juillet, 9 septembre, 8 novembre            | 20, 100, 180, 260, 340, 420, 500, 580, 660, 740, 820, 900, 980, 1060, 1140, 1220, 1300, 1380, 1460, 1540...  | 1828                          |
| 14 janvier, 14 mars, 13 mai, 12 juillet, 10 septembre, 9 novembre           | N/A | 1656, 1908, 1988, 2068        |
| 15 janvier, 15 mars, 14 mai, 13 juillet, 11 septembre, 10 novembre          | N/A | 1736                          |
| 16 janvier, 16 mars, 15 mai, 14 juillet, 12 septembre, 11 novembre          | 8, 88, 168, 248, 328, 408, 488, 568, 648, 728, 808, 888, 968, 1048, 1128, 1208, 1288, 1368, 1448, 1528...    | 1816, 1896                    |
| 17 janvier, 17 mars, 16 mai, 15 juillet, 13 septembre, 12 novembre          | N/A | 1644, 1976, 2056              |
| 18 janvier, 18 mars, 17 mai, 16 juillet, 14 septembre, 13 novembre          | N/A | 1724                          |
| 19 janvier, 19 mars, 18 mai, 17 juillet, 15 septembre, 14 novembre          | 76, 156, 236, 316, 396, 476, 556, 636, 716, 796, 876, 956, 1036, 1116, 1196, 1276, 1356, 1436, 1516, 1596... | 1804, 1884, 2064              |
| 20 janvier, 20 mars, 19 mai, 18 juillet, 16 septembre, 15 novembre          | N/A | 1632, 1964, 2044              |
| 21 janvier, 21 mars, 20 mai, 19 juillet, 17 septembre, 16 novembre          | N/A | 1712, 1792                    |
| 22 janvier, 22 mars, 21 mai, 20 juillet, 18 septembre, 17 novembre          | 64, 144, 224, 304, 384, 464, 544, 624, 704, 784, 864, 944, 1024, 1104, 1184, 1264, 1344, 1424, 1504, 1584... | 1872                          |
| 23 janvier, 23 mars, 22 mai, 21 juillet, 19 septembre, 18 novembre          | N/A | 1620, 1952, 2032              |
| 24 janvier, 24 mars, 23 mai, 22 juillet, 20 septembre, 19 novembre          | N/A | 1780                          |
| 25 janvier, 25 mars, 24 mai, 23 juillet, 21 septembre, 20 novembre          | 52, 132, 212, 292, 372, 452, 532, 612, 692, 772, 852, 932, 1012, 1092, 1172, 1252, 1332, 1412, 1492, 1572... | 1860                          |
| 26 janvier, 26 mars, 25 mai, 24 juillet, 22 septembre, 21 novembre          | N/A | 1608, 1688, 1940, 2020        |
| 27 janvier, 27 mars, 26 mai, 25 juillet, 23 septembre, 22 novembre          | N/A | 1768                          |
| 28 janvier, 28 mars, 27 mai, 26 juillet, 24 septembre, 23 novembre          | 40, 120, 200, 280, 360, 440, 520, 600, 680, 760, 840, 920, 1000, 1080, 1160, 1240, 1320, 1400, 1480, 1560... | 1848                          |
| 29 janvier, 29 mars, 28 mai, 27 juillet, 25 septembre, 24 novembre          | N/A | 1596, 1676, 1928, 2008, 2088  |
| 30 janvier, 30 mars, 29 mai, 28 juillet, 26 septembre, 25 novembre          | N/A | 1756                          |
| 31 janvier, 31 mars, 30 mai, 29 juillet, 27 septembre, 26 novembre          | 28, 108, 188, 268, 348, 428, 508, 588, 668, 748, 828, 908, 988, 1068, 1148, 1228, 1308, 1388, 1468, 1548...  | 1836                          |
| 1er février, 1er avril, 31 mai, 30 juillet, 28 septembre, 27 novembre       | N/A | 1584, 1664, 1916, 1996, 2076  |
| 2 février, 2 avril, 1er juin, 31 juillet, 29 septembre, 28 novembre         | N/A | 1744                          |
| 3 février, 3 avril, 2 juin, 1er août, 30 septembre, 29 novembre             | 16, 96, 176, 256, 336, 416, 496, 576, 656, 736, 816, 896, 976, 1056, 1136, 1216, 1296, 1376, 1456, 1536...   | 1824                          |
| 4 février, 4 avril, 3 juin, 2 août, 1er octobre, 30 novembre                | N/A | 1652, 1904, 1984, 2064        |
| 5 février, 5 avril, 4 juin, 3 août, 2 octobre, 1er décembre                 | N/A | 1732                          |
| 6 février, 6 avril, 5 juin, 4 août, 3 octobre, 2 décembre                   | 84, 164, 244, 324, 404, 484, 564, 644, 724, 804, 884, 964, 1044, 1124, 1204, 1284, 1364, 1444, 1524, 1604... | 1812, 1892, 2072              |
| 7 février, 7 avril, 6 juin, 5 août, 4 octobre, 3 décembre                   | N/A | 1640, 1972, 2052              |
| 8 février, 8 avril, 7 juin, 6 août, 5 octobre, 4 décembre                   | N/A | 1720                          |
| 9 février, 9 avril, 8 juin, 7 août, 6 octobre, 5 décembre                   | 72, 152, 232, 312, 392, 472, 552, 632, 712, 792, 872, 952, 1032, 1112, 1192, 1272, 1352, 1432, 1512, 1592... | 1880                          |
| 10 février, 10 avril, 9 juin, 8 août, 7 octobre, 6 décembre                 | N/A | 1628, 1960, 2040              |
| 11 février, 11 avril, 10 juin, 9 août, 8 octobre, 7 décembre                | N/A | 1708, 1788                    |
| 12 février, 12 avril, 11 juin, 10 août, 9 octobre, 8 décembre               | 60, 140, 220, 300, 380, 460, 540, 620, 700, 780, 860, 940, 1020, 1100, 1180, 1260, 1340, 1420, 1500, 1580... | 1868                          |
| 13 février, 13 avril, 12 juin, 11 août, 10 octobre, 9 décembre              | N/A | 1616, 1696, 1948, 2028        |
| 14 février, 14 avril, 13 juin, 12 août, 11 octobre, 10 décembre             | N/A | 1776                          |
| 15 février, 15 avril, 14 juin, 13 août, 12 octobre, 11 décembre             | 48, 128, 208, 288, 368, 448, 528, 608, 688, 768, 848, 928, 1008, 1088, 1168, 1248, 1328, 1408, 1488, 1568... | 1856                          |
| 16 février, 16 avril, 15 juin, 14 août, 13 octobre, 12 décembre             | N/A | 1604, 1684, 1936, 2016, 2096  |
| 17 février, 17 avril, 16 juin, 15 août, 14 octobre, 13 décembre             | N/A | 1764                          |
| 18 février, 18 avril, 17 juin, 16 août, 15 octobre, 14 décembre             | 36, 116, 196, 276, 356, 436, 516, 596, 676, 756, 836, 916, 996, 1076, 1156, 1236, 1316, 1396, 1476, 1556...  | 1844                          |
| 19 février, 19 avril, 18 juin, 17 août, 16 octobre, 15 décembre             | N/A | 1592, 1672, 1924, 2004, 2084  |
| 20 février, 20 avril, 19 juin, 18 août, 17 octobre, 16 décembre             | N/A | 1752                          |
| 21 février, 21 avril, 20 juin, 19 août, 18 octobre, 17 décembre             | 24, 104, 184, 264, 344, 424, 504, 584, 664, 744, 824, 904, 984, 1064, 1144, 1224, 1304, 1384, 1464, 1544...  | 1832                          |
| 22 février, 22 avril, 21 juin, 20 août, 19 octobre, 18 décembre             | N/A | 1660, 1912, 1992, 2072        |
| 23 février, 23 avril, 22 juin, 21 août, 20 octobre, 19 décembre             | N/A | 1740                          |
| 24 février, 24 avril, 23 juin, 22 août, 21 octobre, 20 décembre             | 12, 92, 172, 252, 332, 412, 492, 572, 652, 732, 812, 892, 972, 1052, 1132, 1212, 1292, 1372, 1452, 1532...   | 1820                          |
| 25 février, 25 avril, 24 juin, 23 août, 22 octobre, 21 décembre             | N/A | 1648, 1980, 2060              |
| 26 février, 26 avril, 25 juin, 24 août, 23 octobre, 22 décembre             | N/A | 1728                          |
| 27 février, 27 avril, 26 juin, 25 août, 24 octobre, 23 décembre             | 80, 160, 240, 320, 400, 480, 560, 640, 720, 800, 880, 960, 1040, 1120, 1200, 1280, 1360, 1440, 1520, 1600... | 1808, 1888, 2068              |
| 28 février, 28 avril, 27 juin, 26 août, 25 octobre, 24 décembre             | N/A | 1636, 1968, 2048              |
| 29 février, 29 avril, 28 juin, 27 août, 26 octobre, 25 décembre             | N/A | 1716, 1796                    |

## Heure du dragon de terre
Les heures du dragon de terre sont :
- de 7 à 9 h du matin, heure de Beijing (UTC+8) lors des jours contenant les tiges célestes jia et ji.